# (8204) Takabatake
(8204) Takabatake est un astéroïde de la ceinture principale.

## Description
(8204) Takabatake est un astéroïde de la ceinture principale. Il fut découvert le 8 avril 1994 à Kitami par Kin Endate et Kazuro Watanabe. Il présente une orbite caractérisée par un demi-grand axe de 3,10 UA, une excentricité de 0,11 et une inclinaison de 2,4° par rapport à l'écliptique.

## Compléments